# Panico del 1792
Il panico del 1792 è stata una crisi del credito finanziario che ebbe luogo nei mesi di marzo e aprile del 1792 a causa della speculazione di William Duer e Alexander Macomb nei confronti dei titoli azionari detenuti dalla Bank of New York. Mentre Duer tentava di guidare i prezzi delle azioni verso l'alto, la famiglia Livingston tentava di guidarli verso il basso e questo comportamento causò una corsa agli sportelli. Macomb e Duer finirono in rovina mentre il Segretario al Tesoro, Alexander Hamilton, prevenne una crisi nazionale fornendo centinaia di migliaia di dollari in titoli alle banche che si trovavano in situazione problematica.
I critici, tuttavia, sostennero che la corsa agli sportelli fu causata da comportamenti fraudolenti nell'ambito dell'attività bancaria basata sulle riserve frazionarie. Salvando dalla bancarotta le banche che avevano riserve frazionarie, i critici sostennero che Alexander Hamilton avesse di fatto incentivato ulteriore instabilità finanziaria (rischio morale).
Durante il panico, i titoli persero il 25% del loro valore in due settimane; comunque, poco dopo l'intervento di Hamilton, la situazione finanziaria ritornò alla normalità.